# Sak K'uk'
Ix Sak K'uk'' (« Dame Quetzal blanc »), aussi connue  sous le nom de Zac Kuk, est un personnage-clé de la cité-État maya de B'aakal (Palenque), au cours d'une période obscure de son histoire au début du VIIe siècle.  

## Biographie
On pensait jadis qu'elle avait régné en tant qu'ajaw entre 612 et 615 sous le nom de Muwaan Mat. En 1990,  Linda Schele et David Freidel émirent l'hypothèse suivante. Dans les inscriptions de K'inich Janaab' Pakal I, l'obscur souverain dont le règne précédait le sien portait le même nom - à l'époque les mayanistes l'avaient affublé du sobriquet de «Lady Beastie», connue actuellement sous le nom de Muwaan Mat - que celui d'une des divinités les plus importantes du panthéon de Palenque : la «génitrice» de la célèbre Triade de Palenque (les dieux GI, G2 et GIII). Dans la mythologie, cette divinité assuma le titre de k'uhul ajaw de Palenque en 2234 av. J.-C.. Les deux auteurs pensaient que le règne historique de «Lady Beastie» alias Muwaan Mat, de 612 à 615, correspondait à celui de Sak K'uk', la mère de Pakal. Pakal aurait imaginé cette correspondance pour légitimer son règne. Comme la royauté se transmettant de manière patrilinéaire et que Pakal ne tenait une légitimité dynastique fragile que de sa mère, donner à Sak K'uk' le nom de règne de Muwaan Mat aurait donc été une manœuvre permettant à Pakal d'établir un parallèle prestigieux : il tenait le trône d'elle de la même manière que la Triade mythologique l'avait tenu de leur mère. Cette hypothèse, qui reçut un large écho, est aujourd'hui largement abandonnée par les spécialistes : il est apparu que la «génitrice» mythologique est une divinité masculine. 
On ne sait que peu de choses de Sak K'uk'. Elle était l'épouse d'un certain K'an Mo' Hix, qui ne semble pas avoir occupé le trône. Leur fils, K'inich Janaab' Pakal I, qui deviendrait le plus grand roi de Palenque, monta sur le trône le 29 juillet 615 dans des circonstances inconnues. Sak K'uk' semble avoir continué à exercer une influence considérable à Palenque durant la première partie du règne de son fils. Elle mourut le 12 septembre 640. Elle est représentée sur la Tablette ovale du Palais, en compagnie de son fils, ainsi que sur le sarcophage de ce dernier dans le Temple des inscriptions